# 생방송 젊은 그대
《생방송 젊은 그대》는 문화방송에서 방영한 프로그램으로 《인기가요 BEST 50》의 대체 프로그램으로 선보였으며, 1998년 1월 24일 첫 방송되었는데 전반적으로 댄스가수 위주에서 탈피, 다른 장르의 가수들에게도 출연 문호가 넓혀졌다는 긍정적 평가가 있었으나 시간이 지나면서 시청률을 의식한 중복출연이 빈번해진 것 외에도 현란한 무대 장치와 안무, MC 최지우의 미숙한 진행이 맞물려 따끔한 눈초리를 사 시청률 부진을 면치 못해 1998년 4월 25일 방영분을 끝으로 종영되고 《생방송 음악캠프》로 프로그램이 바뀌게 된다.

## 역대 1위 수상자

#### 1998년
1월
- 1월 24일 1회 이현우 헤어진 다음날
- 1월 31일 2회 이현우 헤어진 다음날 (2주 연속)

2월
- 2월 7일 3회 이현우 헤어진 다음날 (3주 연속)
- 2월 14일 3~4회 이현우 헤어진 다음날 (4주 연속)
- 2월 21일 4~5회 S.E.S. I'm Your Girl
- 2월 28일 6회 S.E.S. I'm Your Girl (2주 연속)

3월
- 3월 7일 3시 50분부터 다이너스티컵 <한국 VS 홍콩> 중계 편성 때문에[2] 앙코르 《남자 셋 여자 셋》이 6시 10분으로 이동하여 결방
- 3월 14일 6-7회 박진영 Honey
- 3월 21일 7-8회 박진영 Honey (2주 연속)
- 3월 28일 8-9회 박지윤 하늘색 꿈

4월
- 4월 4일 10회 신승훈 지킬 수 없는 약속
- 4월 11일 -11회 김정민 비 (悲)
- 4월 18일[3] - 태사자 Time